# Милош Ђелмаш
Милош Ђелмаш (Београд, 4. јун 1960) бивши је југословенски и српски фудбалер, репрезентативац Југославије.

## Играчка каријера
Каријеру је почео у Партизану, где се фудбалски афирмисао (1978-87). У дресу Партизана је одиграо 138 првенствених утакмица и постигао 20 голова. Са „црно-белима“ освојио је три титуле првака Југославије (1982/83, 1985/86 и 1986/87).
У иностранству је играо у француском тиму Ница ОГЦ (1987-91) и за немачки Хановер 96 (1991-94).
У дресу репрезентације Југославије је заиграо само 23. септембра 1987. против Италије (0:1) у Пизи.

## Трофеји

### Партизан
- Првенство Југославије (3) : 1982/83, 1985/86, 1986/87.

### Хановер
- Куп Немачке (1) : 1992.